# Kakh-e Sasan
Kakh-e Sasan és una palau sassànida situat a Sarvestan (antigament Khavrestān) a 84 km al sud-est de Siraz a la província de Fars, a l'Iran.

## Imamzadeh Pol
Al centre del poble s'aixeca l'Imamzadeh Pol, mausoleu de Sheikh Yusuf Sarvistani, datada el 1283; té la forma d'un shahar taq amb una estructura quadrada oberta sobre els costats, i està fortament inspirat del palau sassànida veí. Estava lligat a un altre mausoleu de l'època mongola, avui arruïnat, protegint la tomba de Mohammad al-Bayzavi i datat de 1310.

## El palau sassànida

### Descripció
El palau (noms moderns: Kakh-e Sasan o Kakh-e Sasani o Qasr-e Sasan) es troba a 9 km al sud-oest del poble Sobre un indret habitat des del Calcolític. És una de les construccions sassànides més ben preservades.
Data del segle v, sota el regnat de Bahram V (420-438), i fou probablement construït pel seu ministre Mehr Narseh. És una construcció de pedres calcàries i morter a base de guix. Les seves dimensions són relativament reduïdes: 40 metres sobre 34.
És construït segons un pla similar al de Firuzabad: una façana a tres iwans, precedida d'una escala monumental, dona accés a una peça central amb una cúpula a sobre, emmarcada per dues peces allargades amb voltes en bressol, i seguida d'un pati interior envoltat d'un conjunt de petites peces; el pati interior s'obre sobre la façana oriental per un iwan. Contràriament a Firuzabad, no hi ha simetria marcada en la distribució de les sales; un es pot tanmateix fixar en una certa simetria diagonal.
A l'angle sud-est es troba una sala coberta per una petita cúpula. Un porxo sobre la façana nord i de les portes més petites donen accés a l'edifici sobre els costats, incloent-hi a la part considerada com l'harem, que era tradicionalment tancada del tot.
El suport de les voltes és original: pilars quadrats, descansant sobre columnes rodones curtes, emmarquen mitges-cúpules amb trompes d'angle. La volta mateixa reposa sobre aquests mitges-cúpules. Els iwans de la façana són sostinguts per pilars formats de tres columnes. Cada peça presenta característiques arquitecturals úniques: una cúpula, una volta, de les escales... El conjunt de l'edifici és guarnit de decoracions d'estuc particularment elaborades.
La sala dita del tron és gran, d'aproximadament 11 metres d'ample. Les portes d'accés són formades de dobles badies que van eixamplant-se. La cúpula que la supera està construïda en maons cuits, disposats en curvatura; el pas en el pla quadrat és assegurat per trompes d'angles. Està perforada d'un ull de bou al capdamunt. Menys ample que el de Firuzabad però més elevat i, per tant, d'un aspecte menys rabassut, representa una cimera de l'arquitectura sassànida tant per l'equilibri general de les seves formes que la perfecció de les tècniques de construcció.
L'ús d'aquest edifici continua sent indeterminat. Es pensa generalment que es tractava d'un pavelló de caça. Altres hipòtesis han estat emeses: André Godard pensa que es tracta d'un palau de recepció; Oleg Grabar estima, tenint en compte els estils arquitecturals molt variats i comparant-lo amb el Shahar Qapu i el Shahar taq de Kunar Siah, ells també envoltats de peces, que cal veure-hi un complex reial transformat en temple.
El palau ha estat àmpliament restaurat a partir de 1956, pel departament arqueològic de Fars. Tot al voltant del palau es troben d'altres ruïnes de construccions, sassànides i també d'altres èpoques, però que no han estat encara escorcollades.